# Panthée (femme d'Abradate)
Pour les articles homonymes, voir Panthée (homonymie).
 (mars 2021).
La mise en forme du texte ne suit pas les recommandations de Wikipédia : il faut le « wikifier ».
Les points d'amélioration suivants sont les cas les plus fréquents :
- Les titres sont pré-formatés par le logiciel. Ils ne sont ni en capitales, ni en gras.
- Le texte ne doit pas être écrit en capitales (les noms de famille non plus), ni en gras, ni en italique, ni en « petit »…
- Le gras n'est utilisé que pour surligner le titre de l'article dans l'introduction, une seule fois.
- L'italique est rarement utilisé : mots en langue étrangère, titres d'œuvres, noms de bateaux, etc.
- Les citations ne sont pas en italique mais en corps de texte normal. Elles sont entourées par des guillemets français : « et ».
- Les listes à puces sont à éviter, des paragraphes rédigés étant largement préférés. Les tableaux sont à réserver à la présentation de données structurées (résultats, etc.).
- Les appels de note de bas de page (petits chiffres en exposant, introduits par l'outil «  Source ») sont à placer entre la fin de phrase et le point final[comme ça].
- Les liens internes (vers d'autres articles de Wikipédia) sont à choisir avec parcimonie. Créez des liens vers des articles approfondissant le sujet. Les termes génériques sans rapport avec le sujet sont à éviter, ainsi que les répétitions de liens vers un même terme.
- Les liens externes sont à placer uniquement dans une section « Liens externes », à la fin de l'article. Ces liens sont à choisir avec parcimonie suivant les règles définies. Si un lien sert de source à l'article, son insertion dans le texte est à faire par les notes de bas de page.
- La présentation des références doit suivre les conventions bibliographiques. Il est recommandé d'utiliser les modèles {{Ouvrage}}, {{Chapitre}}, {{Article}}, {{Lien web}} et/ou {{Bibliographie}}. Le mode d'édition visuel peut mettre en forme automatiquement les références.
- Insérer une infobox (cadre d'informations à droite) n'est pas obligatoire pour parachever la mise en page.

Pour une aide détaillée, merci de consulter Aide:Wikification.
Si vous pensez que ces points ont été résolus, vous pouvez retirer ce bandeau et améliorer la mise en forme d'un autre article.
Panthée est la femme d’Abradate, roi de la Susiane. 

## Mythe
Elle est célèbre dans l’histoire ancienne par une aventure qui n’est probablement qu’une légende. Durant la guerre des Assyriens contre les Perses, vers 560 av. J.-C., Cyrus, dans un combat qui coûta la vie à Neriglissar, mit en fuite Crésus et son allié Abradate. 
Dans le butin se trouvait Panthée, femme du roi de la Susiane, qu’à cause de sa jeunesse et de sa beauté on avait réservée pour lui. Cyrus, qui voulait faire servir cette femme à ses desseins, ordonna de la traiter en reine et, redoutant de la trouver trop belle, refusa même de la voir. Un officier du nom d’Araspe fut placé près de Panthée pour la servir. 
Mais, devant les charmes de la reine, Araspe, qui se croyait à l’abri des passions, vit qu’il s’était bien trompé. Panthée le repoussa : il essaya alors de la violence. Informé des tentatives d’Araspe, Cyrus réprimanda son lieutenant et fit dire à Panthée de prier Abradate de venir sans crainte la rejoindre. 
Le roi de la Susiane se rendit aussitôt au camp des Perses et, apprenant de la reine comment elle avait été traitée par Cyrus, conçut pour ce prince un grand attachement. Quelque temps après, comme Cyrus se disposait à attaquer Crésus, il confia à Abradate le commandement de ses chariots persans armés de faux. Abradate fut tué dans le combat après avoir fait des prodiges de valeur.
Panthée, inconsolable de la perte de son époux, fit porter son corps sur le bord du Pactole, et, après avoir réglé toute la cérémonie des funérailles, se frappa d’un poignard. On éleva dans le lieu même un tombeau pour les deux époux.

## Sources
- « Panthée (femme d'Abradate) », dans Pierre Larousse, Grand dictionnaire universel du XIXe siècle, Paris, Administration du grand dictionnaire universel, 15 vol., 1863-1890 [détail des éditions].
- Jouanno Corinne. Un roman exemplaire : l’histoire d’Abradate et de Panthée au fil des siècles. In: Passions, vertus et vices dans l'ancien roman. Actes du colloque de Tours, 19-21 octobre 2006, organisé par l’université François-Rabelais de Tours et l’UMR 5189, Histoire et Sources des Mondes Antiques. Lyon : Maison de l'Orient et de la Méditerranée Jean Pouilloux, 2009. pp. 377-392. (En ligne)